# Ойкаси (Тораєвське сільське поселення)
Ойка́си (рос. Ойкасы, чув. Уйкас Турай) — присілок у Чувашії Російської Федерації, у складі Тораєвського сільського поселення Моргауського району.
Населення — 189 осіб (2010; 217 в 2002, 289 в 1979; 244 в 1939, 248 в 1926, 197 в 1906, 171 в 1858).

## Історія
Утворився 19 століття як околоток села Тораєво. До 1866 року селяни мали статус державних, займались землеробством, тваринництвом, виробництвом жерстяних виробів, взуття та одягу. У кінці 19 століття діяли водяний млин та вітряк. 1930 року утворено колгосп «Металіст». До 1927 року присілок перебував у складі Чиганарської та Тораєвській волостей Ядрінського повіту, у 1924-1927 роках був центром волості. 1927 року присілок переданий до складу Татаркасинського, 16 січня 1939 року — до складу Сундирського, 17 березня 1939 року — до складу Совєтського, 1956 року — до складу Моргауського, 14 липня 1959 року — до складу Аліковського, 1 жовтня 1959 року — повернуто до складу Сундирського, 1962 року — до складу Ядрінського, 1964 року — повернутий до складу Моргауського району.